# 대한민국 형법 제284조
대한민국 형법 제284조는 특수협박에 대한 형법각칙의 조문이다.

## 조문
제284조(특수협박) 단체 또는 다중의 위력을 보이거나 위험한 물건을 휴대하여 전조 제1항, 제2항의 죄를 범한 때에는 7년 이하의 징역 또는 1천만원 이하의 벌금에 처한다. <개정 1995.12.29>

第284條(特殊脅迫) 團體 또는 多衆의 威力을 보이거나 危險한 物件을 携帶하여 前條第1項, 第2項의 罪를 犯한 때에는 7年 以下의 懲役 또는 1千萬원 以下의 罰金에 處한다. <改正 1995.12.29.>

## 참고 문헌
- 김재윤, 손동권, 『새로운 형법각론』, 율곡출판사, 2013. ISBN 978-89-974283-4-2

## 같이 보기
- 협박죄